# Сељак (Менандар)
Сељак (грч. Γεωργός) наслов је једне комедије грчкога песника Менандра, који је деловао у оквиру нове атичке комедије. Фрагмент овога комада сачуван је на папирусу.
Драмска напетост се у овој комедији постиже фокусирањем на сукоб између две породице различитог социјалног статуса. Наиме, заплет се врти око два суседа: сиромашна удовица Мирина живи са сином и кћерком, а богати мушкарац са својим сином и кћерком, но њих двоје имају различите мајке. Богаташев се син жели оженити Миринином кћерком, која заправо већ носи његово дете (он ју је наиме завео ноћу током неке светковине). Но младићев отац, који се управо вратио с дугог путовања, припрема да венча сина са полусестром. Чини се да и ратар Клеенет (он је "ратар" у наслову) такође жели руку Миринине кћерке. Текст је веома оштећен, но може се са сигурношћу закључити да се након многих перипетија комедија завршавала венчањем Миринине кћерке са богаташевим сином.